# 魯布耶格克努德燈塔
鲁布耶格克努德灯塔（丹麦语：Rubjerg Knude Fyr）位于丹麦北部日德兰半島的约灵市，面臨北海。燈塔興建始於1899年，于1900年12月27日首次点燃。

## 簡介與历史
灯塔位于Lønstrup悬崖崖頂，海拔60米。該燈塔以設置於該處的梅起廠所生產的瓦斯操作，直到1908年為止。
該地區有嚴重的流沙和海岸侵蚀問題，每年海岸平均被侵蚀1.5公尺，其造成的後果可見於附近的Mårup教堂。该教堂建于1250年左右，最初距離海岸約1公里，但为了避免落入海中，于2008年被拆除。
灯塔于1968年8月1日停止運作。随后几年，建築群被用作博物馆和咖啡馆，但由沙地流動，終於在2002年被废弃。到2009年，这些小型建筑因沙子的壓力而严重受损，后来被拆除。
2016年，灯塔安装了新的楼梯與内部的万花筒灯光展示。
原先估計燈塔將於2023年墜海，所以在2019年8月14日开始遷移燈塔。2019年10月22日，這座高23公尺、重720噸的燈塔，經由專門建造的軌道向內陸移動了70公尺。移動工程花費了5百萬丹麦克朗（約合60万英镑、70萬歐元、75萬美元），由約靈市議會以政府資金支出。預計這個工程能讓燈塔至少能存在至2060年左右。

## 圖輯

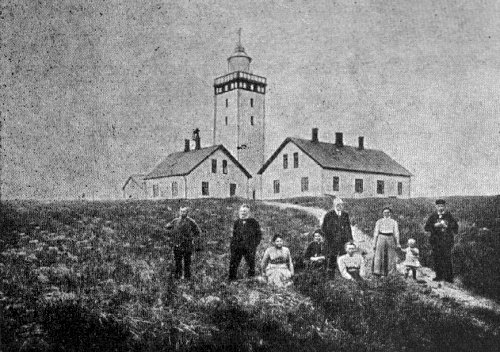
1912 年的灯塔
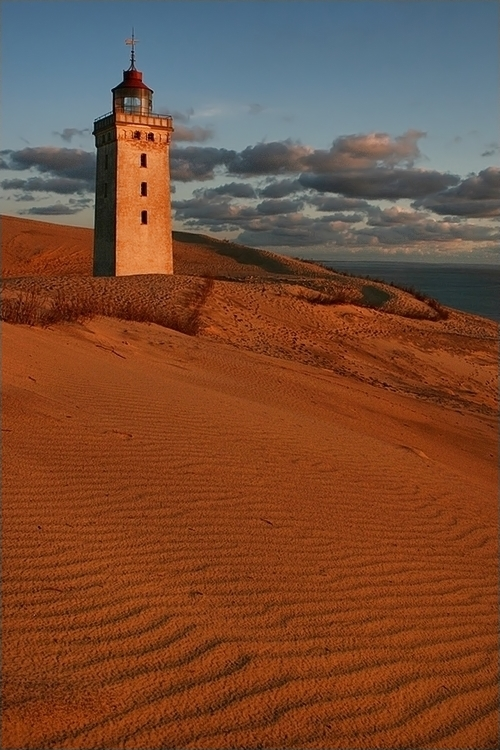
灯塔被沙丘包圍
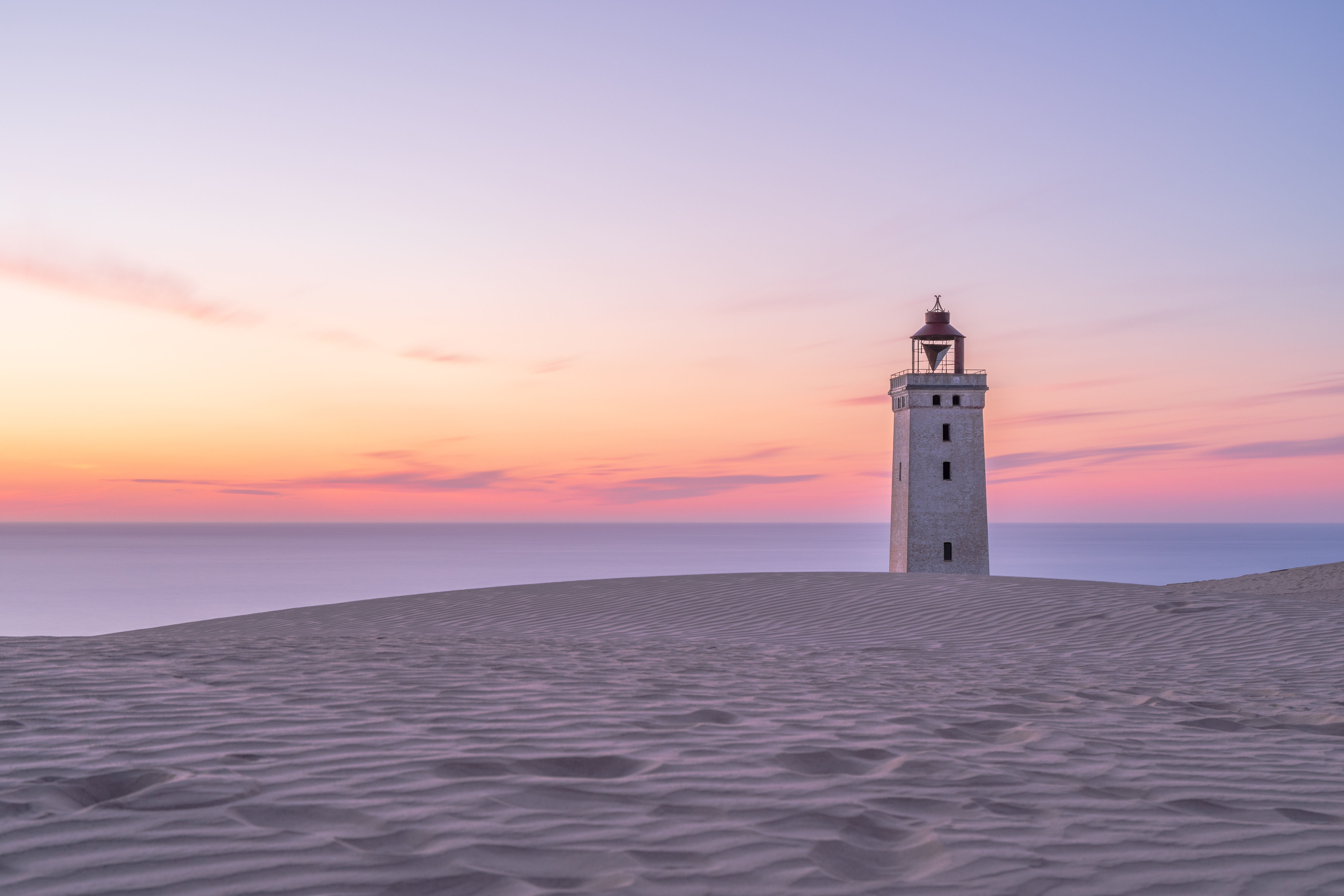
2018年的灯塔
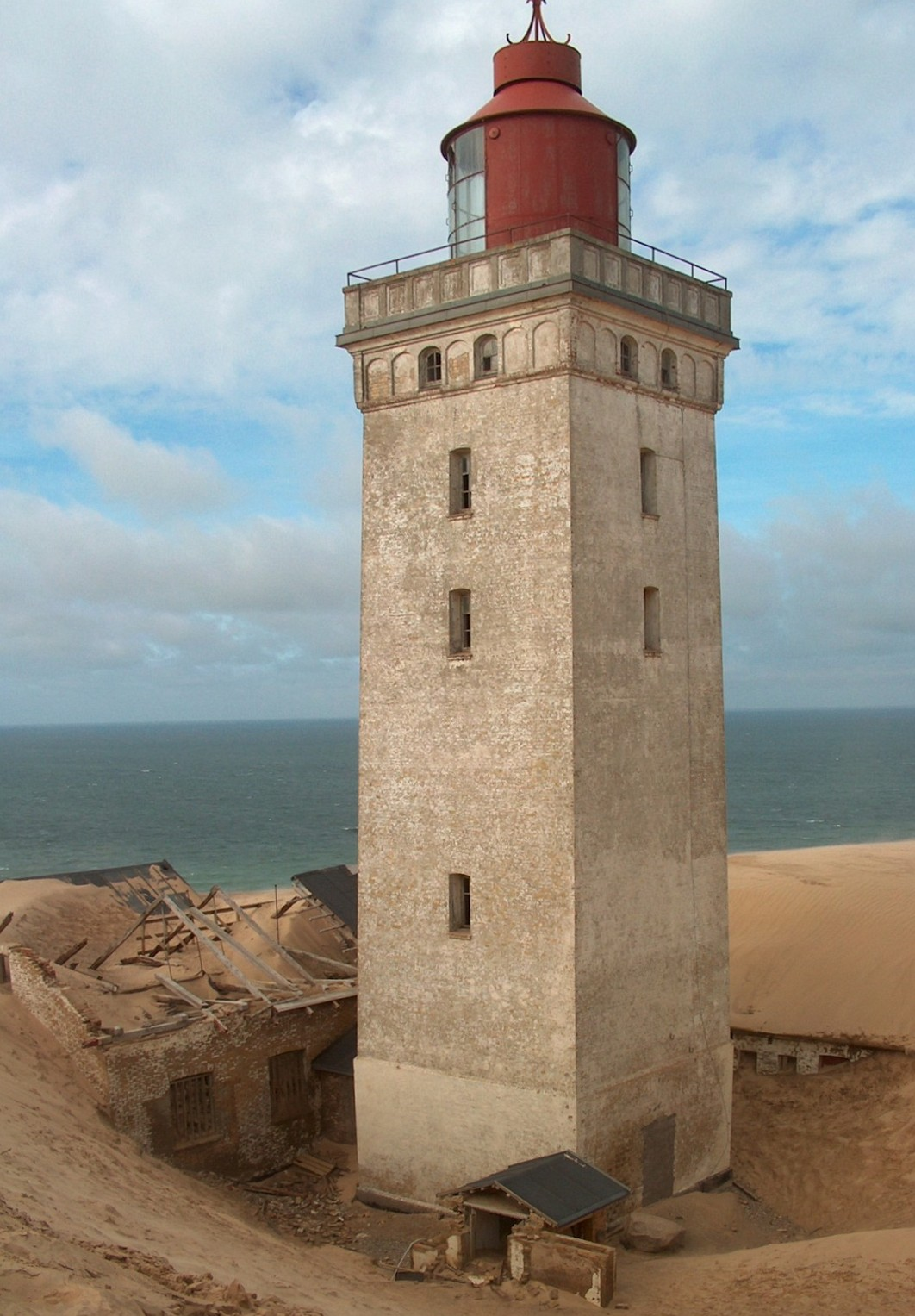
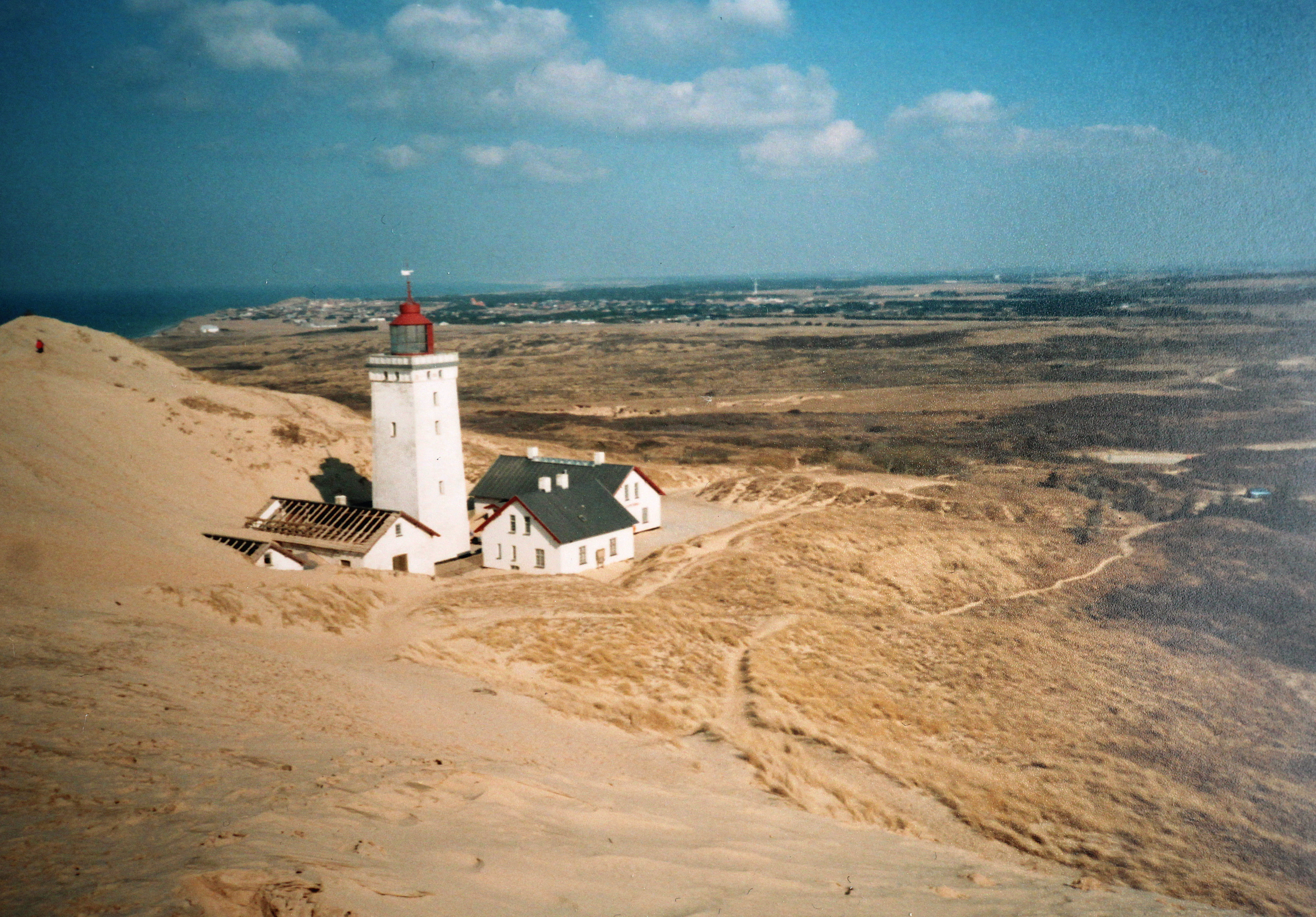